# Mucsi Zoltán
Mucsi Zoltán (Abony, 1957. szeptember 9. –) Jászai Mari-díjas magyar színész, érdemes művész, a Halhatatlanok Társulatának örökös tagja.

## Életpályája
Mucsi Zoltán Abonyban született. Édesapja id. Mucsi Zoltán, édesanyja Kelemen Irén. Gyermekként még futballistának készült. A szakmunkásképzőben géplakatos végzettséget szerzett, majd később leérettségizett. Színészként való elhelyezkedése előtt mint géplakatos dolgozott a Hajógyárban, illetve a Magyar Államvasutaknál is, de a Magyar Posta alkalmazásában is dolgozott hírlap-kézbesítőként. 
Színészi pályája egy Kőtövis nevű irodalmi színpad keretein belül kezdődött, ahová barátja révén került be, itt figyeltek fel a tehetségére. 1979-1995 között a szolnoki Szigligeti Színháznál segédszínészként kezdte. A Színművészeti Főiskolára többször is jelentkezett, de nem vették fel. 1995-1997 között szabadúszó volt. 1997-ben az akkor alakuló Bárka Színházhoz szerződött, 2002-ben pedig a Krétakör Színház tagja lett.
Országos ismertséget Jancsó Miklós Nekem lámpást adott kezembe az Úr Pesten (1999) című filmjével szerzett. Több filmben és színdarabban játszik együtt Scherer Péter (Pepe) színésszel.
2003-ban a Kontroll című film miatt hatalmasat nőtt a népszerűsége. Az egyik ellenőrt alakította.

## Magánélete
Nős, második házasságában él, felesége Moldvai Kiss Andrea színésznő. Négy gyermeke van, Gergő (1980) az első házasságából származik. Közös gyermekeik Kornél (1995) és Milán (2000). Születése óta velük él felesége húgának gyermeke, Veronika is (2004), akit örökbe fogadtak. Zoltán szenvedélyes Fradi-szurkoló.

## Színházi szerepei
- Leigh: La Mancha lovagja... José
- Horváth Péter: Kamarambo, a senki fia... Törpeautó
- Hašek: Az út avagy Svejk, a derék katona további kalandjai...
- Bulgakov: Bíbor sziget...
- Erich Kästner: Emil és a detektívek... Petzold
- Bertolt Brecht: Koldusopera... Filch
- Friedrich Dürrenmatt: A Nagy Romulus... Pyramus
- Molnár Ferenc: Liliom (egy csavargó élete és halála)... A Hollunder fiú
- William Somerset Maugham: Imádok férjhez menni... Taylor
- Friedrich Schiller: Ármány és szerelem... Törvényszolga
- Fejes Endre: Vonó Ignác... Első baka
- Arthur Miller: Az ügynök halála... Bernard
- Mészöly Miklós: Hovámész (Jelentés egy sosemvolt cirkuszról)...
- Eduardo De Filippo: Filumena házassága... Pincér
- Örkény István: Pisti a vérzivatarban... Második férfi
- Dunajevszkij: Szabad szél... A Doktor
- Schnitzler: Anatol és a nők... Pincér
- Wedekind: Nicolo király... Első szolga; Csavargó; Battista; Színész
- Heltai Jenő: Naftalin... Kaproczay
- Gágyor Péter: A kertészlegény királysága... Kincstárnok
- Chase: Miss Blandish nem kap orchideát... Chink
- Örkény István: Sötét galamb...
- Lehár Ferenc: Luxemburg grófja... Közjegyző; Hotelportás; Lakáj; Altiszt
- Schwajda-Szikora: Táncdalfesztivál '66 (avagy puncsszeletek a hatvanas évekből)...
- Genet: Cselédek... Solange
- Vörösmarty Mihály: Csongor és Tünde... Kurrah
- Déry Tibor: A tanúk... Nagy szaktárs
- Simon: Furcsa pár... Vinnie
- Kálmán Imre: Tatárjárás... Gerő
- William Shakespeare: Szentivánéji álom... Vackor; Csutka Tomi - Pókháló
- Müller Péter: Szomorú vasárnap... Pincér
- Schwajda György: Lúdas Matyi... Plébános elvtárs
- Dunai Ferenc: A nadrág... Seres Laci
- Szirmai Albert: Mágnás Miska... Korláth Gida gróf
- Paszternak: Doktor Zsivago... Hrapugin
- Shakespeare: III. Richárd... I. Gyilkos
- Döme Zsolt: Rákóczi tér... Csökkentlátó
- Molnár Ferenc: Az üvegcipő... Házmester
- Nagy Karola: C. kisasszony szenvedélye... Ullrich von Bissingen
- Shakespeare: Antonius és Kleopátra...
- Franz Kafka: A kastély... K. földmérő
- Shakespeare: Ahogy tetszik... Vili; Jaques
- Schwajda György: Ballada a 30l-es parcella bolondjáról... A bolond fia
- Bond: Balhé... Len
- Mérimée: Carmen... Garcia
- García Márquez: Száz év magány... Kereskedő Apicius
- Albert Camus: A félreértés... Jan
- Henrik Ibsen: A vadkacsa... Hjalmar Ekdal
- Szigligeti Ede: Liliomfiék...
- Schikaneder: Legenda a varázsfuvoláról... Giesecke
- Lope de Vega: A kertész kutyája... Tristán
- Szálinger Balázs: Kalevala... Vejnemöjnen[7]
- Shakespeare: Szeget szeggel... Bernát
- Beckett: Godot-ra várva... Estragon
- Lázár Ervin: A kisfiú meg az oroszlánok... Igazgató
- Shakespeare: IV. Henrik... Mowbray
- Molière: Tartuffe, avagy a rajongás komédiája... Tartuffe
- Williams: Üvegfigurák... Tom Wingfield
- Witkiewicz-Gombrowicz-Schultz: Leckék és 40 Mandelbaum (Hommage à Tadeusz Kantor)... Halál takarítónője
- Friedrich Dürrenmatt: Angyal szállt le Babilonba... Ünnepélyes férfiú
- Synge: A nyugati világ bajnoka... Christopher Mahon
- Weöres Sándor: A kétfejű fenevad... I. Lipót német-római császár és magyar király; Windeck
- Füst Milán: Máli néni... Egy vezérigazgató
- Peter Weiss: Jean-Paul Marat üldöztetése és meggyilkolása, ahogy a charentoni elmegyógyintézet színjátszói előadják De Sade úr betanításában... Jean-Paul Marat
- Euripidész-Grillparzer-Anouilh: Médeia-variációk... Iaszon
- Kárpáti Péter: Díszelőadás...
- Tasnádi István: Titanic vízirevü... Pakura bácsi
- Mrozek: Mulatság... S legény
- Csehov: Cseresznyéskert... Vándor
- Szép Ernő: Lila ákác... Zsüzsü
- Kárpáti Péter: Világvevő... Jani
- Tasnádi István: NEXXT... Kicsi Alex
- Webster: Amalfi hercegnő... Ferdinand
- Miller: Megszállottak... Jan Proktor
- Glowaczki: Antigoné New Yorkban...  Bolhácska
- Gogol: Háztűznéző...  Podkoljoszin
- Tasnádi-Schilling: Hazámhazám... avagy a politika halála...
- Tasnádi István: Nézőművészeti Főiskola...
- Molière: Mizantróp... Alceste
- Tamási Zoltán: Gyilkos nap (Héroszok)... Felügyelő
- Ödön von Horváth: Kasimir és Karoline... Rauch
- Schimmelpfennig: Előtte-utána...
- Szorokin: A jég... Apa; Szúnyog
- Örkény István: Pistipistipistipisti...
- Rejtő Jenő-Kárpáti:Az öldöklő tejcsarnok (avagy piszkos Fred nem lép közbe sajnos)... Egyszerű azaz Vörös Plack (Potrien őrmester)
- Bereményi Géza: Az arany ára... Tulipán
- Dés-Nemes-Böhm-Korcsmáros: Valahol Európában...  Leventeoktató
- Vinnai-Peer: Pestiesti...
- Szophoklész-Müller-Jesurun: Philoktétész... Philoktétész
- Tasnádi István: Magyar a Holdon... Császár Sándor
- McPherson: Tengeren... Richard Harkin
- Wright: De Sade pennája... De Sade márki
- Shakespeare: Hamlet-illúziók... Hamlet szelleme
- Trier: Dogville... Id. Tom Edison
- Tasnádi István: Kupidó... Oberon
- Barker: Victory (Győzelem)... Scrope
- Luigi Pirandello: Nem tudni, hogyan... Rómeó Daddi
- Háy János: Nehéz... Férfi
- Divinyi Réka-Döme Zsolt:Játékország... Tudor
- Pintér Béla: Kaisers TV, Ungarn... Gróf Baráznay Ignácz
- Harold Pinter: A gondnok... Davies
- Tasnádi István: A fajok eredete

## Rendezései
- Sławomir Mrożek: Emigránsok (Terminál Workhouse, Stúdió K Színház, bemutató: 2016. március 3.)

## Filmjei

### Játékfilmek
- Hatásvadászok (1983)
- Kicsi, de nagyon erős (1989)
- Tutajosok (1990)
- Könnyű vér (1990)
- Édes Emma, drága Böbe - vázlatok, aktok (1992)
- Roncsfilm (1992)
- Balekok és banditák (1997)
- Biztosítás (1998)
- Gengszterfilm (1999)
- Nekem lámpást adott kezembe az Úr Pesten (1999)
- Visszatérés (Kicsi, de nagyon erős 2.) (1998)
- A Morel fiú (1999)
- Anyád! A szúnyogok (2000)
- Nexxt (2001)
- Utolsó vacsora az Arabs Szürkénél (2001)
- Várjá Vlagyimir (2001)
- Citromfej (2001)
- Hamvadó cigarettavég (2001)
- Kelj fel, komám, ne aludjál! (2002)
- Legkisebb film a legnagyobb magyarról, avagy ha nincs kéz, nincs csoki (2002)
- Kísértések (2002)
- Chacho Rom (2002)
- Sobri, ponyvafilm (2002)
- A pofon (2003)
- A rózsa énekei (2003)
- Libiomfi (2003)
- Kontroll (2003)
- Határontúl (2004)
- Montecarlo! (2004)
- Jocó (2004)
- A mohácsi vész (2004)
- Magyar vándor (2004)
- Argo (2004)
- Világszám! (2004)
- Apu (2005)
- Egy szoknya, egy nadrág (2005)
- Premier (2006)
- De kik azok a Lumnitzer nővérek? (2006)
- Egy bolond százat csinál (2006)
- Ede megevé ebédem (2006)
- Noé bárkája (2007)
- Buhera mátrix (2007)
- A Nap utcai fiúk (2007)
- Márió, a varázsló (2008)
- Tabló – Minden, ami egy nyomozás mögött van! (2008)
- 1 (2009)
- Papírkutyák (2009)
- Szuperbojz (2009)
- A síráasó (2010)
- Oda az igazság! (2010)
- Antigoné (2011)
- Suszter, szabó, baka, kém (2011)
- Coming out (2013)
- Tiszta szívvel (2016)
- Halj már meg! (2016)
- Jupiter holdja (2017)
- Budapest Noir (2017)
- Nyitva (2018)
- 1920 - Az új Közép-Európa (2021)
- Együtt kezdtük (2022)
- Szia, Életem! (2022)
- Hadik (2023)
- Borotvaélen táncolva (2024)
- Lepattanó (2024)
- Mi vagyunk Azahriah (2024)
- Csendes éj (2024)
- Véletlenül írtam egy könyvet (2025)

### Tévéfilmek
- Kaméliás hölgy (1986)
- Privát kopó (1993)
- Patika (1994)
- Kisváros (1994-1998)
- Éretlenek (1995)
- Hello Doki (1996)
- Három szerelem (1998)
- Valaki kopog (2000)
- Családi kör (2000)
- A Pál utcai fiúk (2003)
- Vadkörték - A tihanyi kincsvadászat (2003)
- A Mester és Margarita (2005)
- Született lúzer (2008)
- Munkaügyek (2012-2017)
- Egynyári kaland (2015)
- Tóth János (2017-2019)
- Egy másik életben (2019)
- Egyszer volt Budán Bödör Gáspár (2020)
- Mintaapák (2021)
- Pepe (2022–2023)
- Marsra magyar! (2023)

## Díjai, kitüntetései
- Magyar Filmkritikusok Díja – Legjobb férfi alakítás díja (1999)
- Hekuba-díj (2000)
- 34. Magyar Filmszemle: legjobb férfi alakítás (2003)
- Magyar Filmkritikusok Díja – Legjobb férfi epizódszereplő (2004)
- Jászai Mari-díj (2004)
- Súgó Csiga díj (2004)
- Arlecchino-díj: legjobb férfi alakítás (2005)
- Jászai-gyűrű (2007)[8]
- A Magyar Köztársasági Érdemrend lovagkeresztje  (2007)
- Fővárosi Önkormányzat díja: legjobb férfi alakítás (2009)
- Kaszás Attila-díj (2011)
- Érdemes művész (2018)
- Arany Medál-díj (2022)[9]
- Örökös tag a Halhatatlanok Társulatában (2023)[10]

## Portré
- ArcKép – Mucsi Zoltán (2011)
- Alinda – Mucsi Zoltán (2017)
- Hogy volt?! – Mucsi Zoltán (2017)
- DTK: Elviszlek magammal – Mucsi Zoltán (2020)
- Szavakon túl – Mucsi Zoltán (2022)
- Húzós – Mucsi Zoltán (2023)

## Könyvek
- Bérczes László: Mucsi Zoltán. Bérczes László beszélgetőkönyve; Európa, Budapest, 2020
- Mucsi 12x. Öröknaptár; Európa, Bp., 2021